# Campeonato Descentralizado 2015
El Campeonato Descentralizado  2015, por razones de patrocinio como Copa Movistar 2015, fue la edición número 99 de la Primera División del Perú, la quincuagésima desde que se descentraliza en 1966, la quincuagésima bajo la denominación de Campeonato Descentralizado y la quinta bajo el patrocinio de Movistar.
El campeonato constituyó una competencia de carácter oficial a nivel nacional y participaron en el mismo los diecisiete clubes que integran la máxima categoría. La organización, control y desarrollo del torneo estuvo a cargo de la Asociación Deportiva de Fútbol Profesional (ADFP), bajo la supervisión de la Federación Peruana de Fútbol (FPF). Se otorgaron tres cupos para la Copa Libertadores 2016 y cuatro para la Copa Sudamericana 2016.
Con respecto al torneo anterior, fueron tres los nuevos equipos: Deportivo Municipal, Sport Loreto y Alianza Atlético, en reemplazo de los descendidos Los Caimanes y San Simón.
El campeón del torneo fue el FBC Melgar y el subcampeón Sporting Cristal que obtuvieron su pase a la Copa Libertadores 2016 como Perú 1 y Perú 2 respectivamente.

## Sistema de competición
El campeonato se llevó a cabo en tres etapas: en la primera, los equipos jugaron en la modalidad de Torneo Apertura; en la segunda etapa fue Torneo Clausura, mientras que en la tercera (Play Off: Semifinales y final) los ganadores de cada torneo junto al Campeón del Torneo del Inca y al de Mayor Puntaje Acumulado jugaron las semifinales y posteriormente la final para determinar al Campeón Nacional.
A) Torneo Apertura: (partidos de ida), se jugaron 17 fechas en el formato de todos contra todos. El ganador tuvo derecho a disputar las "semifinales" por el título nacional.
B) Torneo Clausura: (partidos de vuelta), se jugaron 17 fechas en el formato de todos contra todos. El ganador tuvo derecho a disputar las "semifinales" por el título nacional.
C) Play Off (Semifinales y final): Los ganadores del Torneo del Inca, Torneo Apertura, Torneo Clausura y el de Mayor Puntaje Acumulado se enfrentaron por sorteo en semifinales de ida y vuelta, los ganadores de cada llave jugaron la final por el "Título Nacional". La final se disputó a partidos de ida y vuelta donde se impuso la Regla del gol de visitante.

## Ascensos y descensos
Hubo 2 Descensos en la Temporada 2014 y 3 Ascensos (1 Campeón de Copa Perú, 1 Campeón de Segunda División y 1 Devuelto por Resolución del TAS) en esta Temporada.
Por lo que se aumentan de 16 a 17 equipos para este 2015.
| Posición                 | Ascendidos de la Copa Perú y Segunda División 2014          |
| ------------------------ | ----------------------------------------------------------- |
| 1. 1º Finalísima CP 2014 | Sport Loreto (Copa Perú 2014 Finalísima) Asciende           |
| 2. 1º 2D 2014            | Deportivo Municipal (Segunda División 2014) Asciende        |
| 3. 16º 1D 2011 Devuelto  | Alianza Atlético (Devuelto por Resolución del TAS) Asciende |

| Posición    | Descendidos a la Segunda División 2015   |
| ----------- | ---------------------------------------- |
| 15° 1D 2014 | Los Caimanes (Segunda División 2015) (D) |
| 16° 1D 2014 | San Simón (Segunda División 2015) (D)    |

- Antes de Iniciar la Temporada, El Inti Gas Deportes se Cambia de Nombre a Ayacucho FC.

## Equipos participantes
| Club                | Ciudad    | Entrenador            | Estadio                | Capacidad | Kit       | Patrocinador principal |
| ------------------- | --------- | --------------------- | ---------------------- | --------- | --------- | ---------------------- |
| Alianza Atlético    | Sullana   | Teddy Cardama         | Melanio Coloma         | 4.000     | Walon     | Caja Sullana           |
| Alianza Lima        | Lima      | Francisco Pizarro (i) | Alejandro Villanueva   | 35.000    | Nike      | Cerveza Cristal        |
| Ayacucho FC         | Ayacucho  | Edgar Ospina          | Ciudad de Cumaná       | 15.000    | Walon     | Coop. de Mercado       |
| Cienciano           | Cusco     | Paul Cominges         | Garcilaso de la Vega   | 42.000    | Lotto     | Caja Cusco             |
| Deportivo Municipal | Lima      | Francisco Melgar      | Iván Elías Moreno      | 12.000    | Marathon  | Sporade                |
| FBC Melgar          | Arequipa  | Juan Reynoso          | Monumental UNSA        | 60.000    | Joma      | Caja Arequipa          |
| Juan Aurich         | Chiclayo  | Roberto Mosquera      | César Flores Marigorda | 7.000     | Joma      | Cerveza Cristal        |
| León de Huánuco     | Huánuco   | Giovanni Figueroa (i) | Heraclio Tapia         | 25.000    | Marathon  | Kendall                |
| Real Garcilaso      | Cusco     | Tabaré Silva          | Garcilaso de la Vega   | 42.000    | Walon     | Knup                   |
| Sport Huancayo      | Huancayo  | Wilmar Valencia       | Huancayo               | 20.000    | Manchete  | Caja Huancayo          |
| Sport Loreto        | Pucallpa  | Jovino Reátegui (i)   | Aliardo Soria          | 25.000    | Real      | Comeco                 |
| Sporting Cristal    | Lima      | Daniel Ahmed          | Alberto Gallardo       | 15.000    | Adidas    | Cerveza Cristal        |
| Unión Comercio      | Moyobamba | Raymundo Paz (i)      | Regional IPD           | 7.500     | Real      | Amalie / New Athletic  |
| César Vallejo       | Trujillo  | Franco Navarro        | Mansiche               | 27.000    | Joma      | UCV                    |
| San Martín          | Callao    | Cristian Díaz         | Miguel Grau            | 17.000    | Umbro     | Herbalife              |
| UTC                 | Cajamarca | Rafael Castillo       | Héroes de San Ramón    | 13.000    | Triathlon | UAP                    |
| Universitario       | Lima      | Roberto Chale         | Monumental             | 80.093    | Umbro     | Cerveza Cristal        |

| Principales Estadios             |                                  |                                      |                                      |                                          |                                          |                                     |                                     |                         |                         |
|                                  |                                  |                                      |                                      |                                          |                                          |                                     |                                     |                         |                         |
| Estadio Monumental (Perú) 71.611 | Estadio Monumental (Perú) 71.611 | Estadio Monumental de la UNSA 40.370 | Estadio Monumental de la UNSA 40.370 | Estadio Inca Garcilaso de la Vega 38.000 | Estadio Inca Garcilaso de la Vega 38.000 | Estadio Alejandro Villanueva 33.938 | Estadio Alejandro Villanueva 33.938 | Estadio Mansiche 18.748 | Estadio Mansiche 18.748 |

### Equipos por departamento
| Departamentos | N.º | Club                                                                    |
| ------------- | --- | ----------------------------------------------------------------------- |
| Lima          | 4   | - Alianza Lima - Deportivo Municipal - Sporting Cristal - Universitario |
| Cusco         | 2   | - Cienciano - Real Garcilaso                                            |
| Arequipa      | 1   | - FBC Melgar                                                            |
| Ayacucho      | 1   | - Ayacucho FC                                                           |
| Cajamarca     | 1   | - UTC                                                                   |
| Callao        | 1   | - San Martín                                                            |
| Huánuco       | 1   | - León de Huánuco                                                       |
| Junín         | 1   | - Sport Huancayo                                                        |
| La Libertad   | 1   | - César Vallejo                                                         |
| Lambayeque    | 1   | - Juan Aurich                                                           |
| Piura         | 1   | - Alianza Atlético                                                      |
| San Martín    | 1   | - Unión Comercio                                                        |
| Ucayali       | 1   | - Sport Loreto                                                          |

| Alianza Atlético Unión Comercio Juan Aurich UTC César Vallejo Sport Loreto León de Huánuco Sport Huancayo Alianza Lima Deportivo Municipal Sporting Cristal San Martín Universitario Ayacucho FC Cienciano Real Garcilaso Melgar |

## Torneo Apertura
| Pos. | Equipo              |                       | PJ | PG | PE | PP | GF | GC | Dif. | Pts. |
| ---- | ------------------- | --------------------- | -- | -- | -- | -- | -- | -- | ---- | ---- |
| 1º   | Sporting Cristal    | Se mantuvo            | 16 | 9  | 4  | 3  | 25 | 16 | +9   | 31   |
| 2º   | FBC Melgar          | Ascendió de posición  | 16 | 8  | 6  | 2  | 22 | 11 | +11  | 30   |
| 3º   | Deportivo Municipal | Descendió de posición | 16 | 7  | 7  | 2  | 19 | 13 | +6   | 28   |
| 4º   | Real Garcilaso      | Ascendió de posición  | 16 | 8  | 4  | 4  | 22 | 20 | +2   | 28   |
| 5º   | Alianza Lima        | Descendió de posición | 16 | 8  | 2  | 6  | 20 | 14 | +6   | 26   |
| 6º   | Unión Comercio      | Se mantuvo            | 16 | 7  | 5  | 4  | 21 | 19 | +2   | 26   |
| 7º   | Univ. César Vallejo | Ascendió de posición  | 16 | 6  | 6  | 4  | 24 | 20 | +4   | 24   |
| 8º   | Juan Aurich         | Descendió de posición | 16 | 6  | 4  | 6  | 24 | 18 | +6   | 22   |
| 9º   | Sport Huancayo      | Ascendió de posición  | 16 | 5  | 7  | 4  | 19 | 17 | +2   | 22   |
| 10º  | Alianza Atlético    | Descendió de posición | 16 | 6  | 3  | 7  | 19 | 20 | -1   | 21   |
| 11º  | Cienciano           | Descendió de posición | 16 | 5  | 4  | 7  | 23 | 23 | 0    | 19   |
| 12º  | León de Huánuco     | Ascendió de posición  | 16 | 5  | 3  | 8  | 21 | 28 | -7   | 18   |
| 13º  | Sport Loreto        | Descendió de posición | 16 | 4  | 5  | 7  | 14 | 18 | -4   | 17   |
| 14º  | Universitario       | Ascendió de posición  | 16 | 3  | 6  | 7  | 10 | 17 | -7   | 15   |
| 15º  | Ayacucho FC         | Descendió de posición | 16 | 4  | 3  | 9  | 15 | 25 | -10  | 15   |
| 16º  | UTC                 | Descendió de posición | 16 | 3  | 5  | 8  | 21 | 31 | -10  | 14   |
| 17º  | Univ. San Martín    | Se mantuvo            | 16 | 3  | 4  | 9  | 14 | 23 | -9   | 13   |

- Antes de Iniciar la Temporada, El Inti Gas Deportes se Cambia de Nombre a Ayacucho FC.

|  | Ganador clasifica a las semifinales del campeonato (Play-Off). |

### Evolución de las posiciones
| Equipo / Jornada    | 1  | 2  | 3  | 4  | 5  | 6  | 7  | 8  | 9  | 10 | 11 | 12 | 13 | 14 | 15 | 16 | 17 |
| Equipo / Jornada    |    |    |    |    |    |    |    |    |    |    |    |    |    |    |    |    |    |
| ------------------- | -- | -- | -- | -- | -- | -- | -- | -- | -- | -- | -- | -- | -- | -- | -- | -- | -- |
| Sporting Cristal    | 10 | 11 | 14 | 8  | 4  | 2  | 3  | 5  | 10 | 11 | 9  | 6  | 4  | 4  | 1  | 1  | 1  |
| FBC Melgar          | 8  | 2  | 1  | 4  | 3  | 5  | 6  | 10 | 6  | 8  | 4  | 3  | 5  | 5  | 4  | 3  | 2  |
| Deportivo Municipal | 4  | 5  | 2  | 2  | 2  | 6  | 7  | 3  | 3  | 3  | 2  | 1  | 1  | 1  | 2  | 2  | 3  |
| Real Garcilaso      | 2  | 1  | 3  | 1  | 1  | 1  | 1  | 1  | 1  | 2  | 3  | 4  | 3  | 3  | 5  | 5  | 4  |
| Alianza Lima        | 12 | 9  | 4  | 5  | 7  | 11 | 8  | 4  | 2  | 1  | 1  | 2  | 2  | 2  | 3  | 4  | 5  |
| Unión Comercio      | 7  | 7  | 7  | 3  | 6  | 7  | 10 | 7  | 11 | 10 | 10 | 5  | 6  | 6  | 6  | 6  | 6  |
| César Vallejo       | 15 | 14 | 10 | 14 | 13 | 13 | 9  | 12 | 9  | 5  | 6  | 8  | 7  | 7  | 7  | 8  | 7  |
| Juan Aurich         | 5  | 6  | 9  | 12 | 9  | 3  | 2  | 2  | 4  | 6  | 7  | 9  | 10 | 11 | 8  | 7  | 8  |
| Sport Huancayo      | 6  | 8  | 8  | 9  | 11 | 10 | 14 | 11 | 8  | 9  | 11 | 11 | 9  | 12 | 9  | 10 | 9  |
| Alianza Atlético    | 3  | 4  | 6  | 10 | 12 | 9  | 11 | 9  | 12 | 12 | 12 | 12 | 12 | 9  | 11 | 9  | 10 |
| Cienciano           | 1  | 3  | 5  | 7  | 5  | 8  | 4  | 8  | 5  | 7  | 8  | 10 | 11 | 8  | 10 | 11 | 11 |
| León de Huánuco     | 17 | 17 | 17 | 17 | 17 | 17 | 17 | 17 | 17 | 17 | 17 | 14 | 16 | 17 | 14 | 13 | 12 |
| Sport Loreto        | 14 | 10 | 13 | 6  | 8  | 4  | 5  | 6  | 7  | 4  | 5  | 7  | 8  | 10 | 12 | 12 | 13 |
| Universitario       | 16 | 13 | 16 | 11 | 14 | 14 | 16 | 16 | 16 | 16 | 15 | 17 | 17 | 16 | 13 | 16 | 14 |
| Ayacucho FC         | 13 | 16 | 12 | 16 | 16 | 16 | 13 | 15 | 15 | 15 | 16 | 13 | 13 | 13 | 17 | 14 | 15 |
| UTC                 | 11 | 15 | 11 | 15 | 10 | 12 | 15 | 13 | 14 | 13 | 14 | 15 | 14 | 14 | 15 | 15 | 16 |
| San Martín          | 9  | 12 | 15 | 13 | 15 | 15 | 12 | 14 | 13 | 14 | 13 | 16 | 15 | 15 | 16 | 17 | 17 |

### Primera vuelta
| Cienciano           | 4 - 2            | León de Huánuco  | Garcilaso de la Vega  | 1 de mayo        | 11:00            |                  |
| Unión Comercio      | 1 - 0            | Universitario    | Regional IPD          | 1 de mayo        | 13:15            |                  |
| UTC                 | 2 - 3            | Real Garcilaso   | Héroes de San Ramón   | 1 de mayo        | 15:30            |                  |
| Alianza Atlético    | 1 - 0            | Sport Loreto     | Coloso de la Frontera | 1 de mayo        | 15:30            | -                |
| Ayacucho FC         | 0 - 1            | Sport Huancayo   | Ciudad de Cumaná      | 2 de mayo        | 12:30            |                  |
| Deportivo Municipal | 1 - 0            | César Vallejo    | Iván Elías Moreno     | 2 de mayo        | 15:00            |                  |
| FBC Melgar          | 1 - 1            | San Martín       | Monumental UNSA       | 2 de mayo        | 19:00            |                  |
| Alianza Lima        | 0 - 1            | Juan Aurich      | Alejandro Villanueva  | 3 de mayo        | 16:00            |                  |
| Equipo Libre:       | Sporting Cristal | Sporting Cristal | Sporting Cristal      | Sporting Cristal | Sporting Cristal | Sporting Cristal |

| Real Garcilaso   | 3 - 2         | Ayacucho FC         | Garcilaso de la Vega | 5 de mayo     | 13:15         |               |
| Sporting Cristal | 1 - 1         | Unión Comercio      | Alberto Gallardo     | 5 de mayo     | 15:30         |               |
| Sport Loreto     | 2 - 1         | UTC                 | Aliardo Soria        | 5 de mayo     | 17:45         |               |
| Universitario    | 1 - 1         | Alianza Atlético    | Monumental           | 5 de mayo     | 20:00         |               |
| León de Huánuco  | 0 - 3         | FBC Melgar          | Heraclio Tapia       | 6 de mayo     | 13:15         |               |
| Sport Huancayo   | 0 - 0         | Cienciano           | Huancayo             | 6 de mayo     | 15:30         |               |
| Juan Aurich      | 1 - 1         | Deportivo Municipal | Elías Aguirre        | 6 de mayo     | 17:45         |               |
| San Martín       | 2 - 3         | Alianza Lima        | Miguel Grau          | 6 de mayo     | 20:00         |               |
| Equipo Libre:    | César Vallejo | César Vallejo       | César Vallejo        | César Vallejo | César Vallejo | César Vallejo |

| Alianza Atlético    | 1 - 1          | Sporting Cristal | Coloso de la Frontera | 8 de mayo      | 15:30          |                |
| Ayacucho FC         | 1 - 0          | Sport Loreto     | Ciudad de Cumaná      | 9 de mayo      | 12:30          |                |
| Deportivo Municipal | 2 - 0          | San Martín       | Iván Elías Moreno     | 9 de mayo      | 15:00          |                |
| César Vallejo       | 2 - 0          | Juan Aurich      | Mansiche              | 9 de mayo      | 17:45          |                |
| Alianza Lima        | 1 - 0          | León de Huánuco  | Alejandro Villanueva  | 9 de mayo      | 20:00          |                |
| Cienciano           | 1 - 1          | Real Garcilaso   | Garcilaso de la Vega  | 10 de mayo     | 11:15          |                |
| FBC Melgar          | 1 - 0          | Sport Huancayo   | Monumental UNSA       | 10 de mayo     | 13:30          |                |
| UTC                 | 2 - 0          | Universitario    | Héroes de San Ramón   | 10 de mayo     | 16:00          |                |
| Equipo Libre:       | Unión Comercio | Unión Comercio   | Unión Comercio        | Unión Comercio | Unión Comercio | Unión Comercio |

| Unión Comercio   | 5 - 2       | Alianza Atlético    | Regional IPD         | 12 de mayo  | 13:15       |             |
| León de Huánuco  | 1 - 1       | Deportivo Municipal | Heraclio Tapia       | 12 de mayo  | 15:30       |             |
| San Martín       | 3 - 2       | César Vallejo       | Miguel Grau          | 12 de mayo  | 17:45       |             |
| Sport Huancayo   | 1 - 1       | Alianza Lima        | Huancayo             | 13 de mayo  | 11:00       |             |
| Real Garcilaso   | 1 - 0       | FBC Melgar          | Garcilaso de la Vega | 13 de mayo  | 13:15       |             |
| Sporting Cristal | 3 - 2       | UTC                 | Alberto Gallardo     | 13 de mayo  | 15:30       |             |
| Sport Loreto     | 1 - 0       | Cienciano           | Aliardo Soria        | 13 de mayo  | 17:45       |             |
| Universitario    | 2 - 0       | Ayacucho FC         | Monumental           | 13 de mayo  | 20:00       |             |
| Equipo Libre:    | Juan Aurich | Juan Aurich         | Juan Aurich          | Juan Aurich | Juan Aurich | Juan Aurich |

| Juan Aurich         | 1 - 0            | San Martín       | César Flores Marigorda | 15 de mayo       | 15:30            |                  |
| Cienciano           | 1 - 0            | Universitario    | Garcilaso de la Vega   | 16 de mayo       | 12:30            |                  |
| Deportivo Municipal | 3 - 3            | Sport Huancayo   | Iván Elías Moreno      | 16 de mayo       | 15:00            |                  |
| César Vallejo       | 2 - 2            | León de Huánuco  | Mansiche               | 16 de mayo       | 20:00            |                  |
| Ayacucho FC         | 1 - 2            | Sporting Cristal | Ciudad de Cumaná       | 17 de mayo       | 11:15            |                  |
| FBC Melgar          | 2 - 2            | Sport Loreto     | Monumental UNSA        | 17 de mayo       | 13:30            |                  |
| UTC                 | 4 - 2            | Unión Comercio   | Héroes de San Ramón    | 17 de mayo       | 15:30            | -                |
| Alianza Lima        | 0 - 1            | Real Garcilaso   | Alejandro Villanueva   | 17 de mayo       | 16:00            |                  |
| Equipo Libre:       | Alianza Atlético | Alianza Atlético | Alianza Atlético       | Alianza Atlético | Alianza Atlético | Alianza Atlético |

| León de Huánuco  | 0 - 2      | Juan Aurich         | Heraclio Tapia        | 19 de mayo | 13:15      |            |
| Sport Huancayo   | 1 - 1      | César Vallejo       | Huancayo              | 19 de mayo | 15:15      |            |
| Universitario    | 0 - 0      | FBC Melgar          | Monumental            | 19 de mayo | 20:00      |            |
| Alianza Atlético | 2 - 0      | UTC                 | Coloso de la Frontera | 20 de mayo | 11:15      |            |
| Unión Comercio   | 1 - 1      | Ayacucho FC         | Regional IPD          | 20 de mayo | 13:15      |            |
| Real Garcilaso   | 1 - 0      | Deportivo Municipal | Garcilaso de la Vega  | 20 de mayo | 15:30      | -          |
| Sporting Cristal | 3 - 2      | Cienciano           | Alberto Gallardo      | 20 de mayo | 15:30      |            |
| Sport Loreto     | 1 - 0      | Alianza Lima        | Aliardo Soria         | 20 de mayo | 20:00      |            |
| Equipo Libre:    | San Martín | San Martín          | San Martín            | San Martín | San Martín | San Martín |

| San Martín          | 3 - 1 | León de Huánuco  | Miguel Grau            | 22 de mayo | 20:00 |     |
| Ayacucho FC         | 2 - 1 | Alianza Atlético | Ciudad de Cumaná       | 23 de mayo | 12:30 |     |
| FBC Melgar          | 0 - 0 | Sporting Cristal | Monumental UNSA        | 23 de mayo | 15:00 |     |
| Cienciano           | 3 - 2 | Unión Comercio   | Garcilaso de la Vega   | 24 de mayo | 11:15 |     |
| César Vallejo       | 2 - 0 | Real Garcilaso   | Mansiche               | 24 de mayo | 13:30 |     |
| Deportivo Municipal | 0 - 0 | Sport Loreto     | Iván Elías Moreno      | 24 de mayo | 15:30 |     |
| Alianza Lima        | 1 - 0 | Universitario    | Alejandro Villanueva   | 24 de mayo | 18:00 |     |
| Juan Aurich         | 4 - 0 | Sport Huancayo   | César Flores Marigorda | 25 de mayo | 12:30 |     |
| Equipo Libre:       | UTC   | UTC              | UTC                    | UTC        | UTC   | UTC |

| Copa América |

| Sport Huancayo   | 2 - 1           | San Martín          | Huancayo              | 3 de julio      | 13:15           |                 |
| UTC              | 1 - 0           | Ayacucho FC         | Héroes de San Ramón   | 3 de julio      | 15:30           |                 |
| Alianza Atlético | 3 - 2           | Cienciano           | Coloso de la Frontera | 4 de julio      | 12:30           |                 |
| Sport Loreto     | 1 - 1           | César Vallejo       | Aliardo Soria         | 4 de julio      | 17:45           |                 |
| Universitario    | 0 - 1           | Deportivo Municipal | Monumental            | 4 de julio      | 20:00           |                 |
| Real Garcilaso   | 2 - 1           | Juan Aurich         | Garcilaso de la Vega  | 5 de julio      | 11:15           |                 |
| Unión Comercio   | 1 - 0           | FBC Melgar          | Regional IPD          | 5 de julio      | 13:30           |                 |
| Sporting Cristal | 1 - 3           | Alianza Lima        | Estadio Nacional      | 5 de julio      | 16:00           |                 |
| Equipo Libre:    | León de Huánuco | León de Huánuco     | León de Huánuco       | León de Huánuco | León de Huánuco | León de Huánuco |

| San Martín          | 2 - 0       | Real Garcilaso   | Miguel Grau            | 10 de julio | 20:00       |             |
| Juan Aurich         | 0 - 0       | Sport Loreto     | César Flores Marigorda | 11 de julio | 12:30       |             |
| Deportivo Municipal | 1 - 0       | Sporting Cristal | Iván Elías Moreno      | 11 de julio | 15:00       |             |
| León de Huánuco     | 0 - 1       | Sport Huancayo   | Heraclio Tapia         | 11 de julio | 17:45       |             |
| 20px César Vallejo  | 4 - 2       | Universitario    | Mansiche               | 11 de julio | 20:00       |             |
| Cienciano           | 2 - 0       | UTC              | Garcilaso de la Vega   | 12 de julio | 11:15       |             |
| FBC Melgar          | 2 - 1       | Alianza Atlético | Monumental UNSA        | 12 de julio | 13:30       |             |
| Alianza Lima        | 3 - 0       | Unión Comercio   | Alejandro Villanueva   | 12 de julio | 16:00       |             |
| Equipo Libre:       | Ayacucho FC | Ayacucho FC      | Ayacucho FC            | Ayacucho FC | Ayacucho FC | Ayacucho FC |

| Real Garcilaso   | 1 - 2          | León de Huánuco     | Garcilaso de la Vega   | 14 de julio    | 13:15          |                |
| Sporting Cristal | 1 - 2          | César Vallejo       | Alberto Gallardo       | 14 de julio    | 15:30          |                |
| Sport Loreto     | 4 - 1          | San Martín          | Aliardo Soria          | 14 de julio    | 17:45          |                |
| Universitario    | 1 - 1          | Juan Aurich         | Monumental             | 14 de julio    | 20:00          |                |
| Unión Comercio   | 0 - 0          | Deportivo Municipal | Regional IPD           | 15 de julio    | 13:30          |                |
| Ayacucho FC      | 0 - 0          | Cienciano           | Ciudad de Cumaná       | 15 de julio    | 13:30          | -              |
| UTC              | 0 - 0          | FBC Melgar          | Héroes de San Ramón    | 15 de julio    | 15:30          |                |
| Alianza Atlético | 0 - 1          | Alianza Lima        | César Flores Marigorda | 16 de julio    | 13:00          |                |
| Equipo Libre:    | Sport Huancayo | Sport Huancayo      | Sport Huancayo         | Sport Huancayo | Sport Huancayo | Sport Huancayo |

| Juan Aurich         | 1 - 2     | Sporting Cristal | César Flores Marigorda | 17 de julio | 15:30     |           |
| Sport Huancayo      | 1 - 1     | Real Garcilaso   | Huancayo               | 18 de julio | 12:30     |           |
| Deportivo Municipal | 2 - 0     | Alianza Atlético | Iván Elías Moreno      | 18 de julio | 15:00     |           |
| San Martín          | 0 - 1     | Universitario    | Miguel Grau            | 18 de julio | 20:00     |           |
| León de Huánuco     | 2 - 1     | Sport Loreto     | Heraclio Tapia         | 19 de julio | 11:15     |           |
| FBC Melgar          | 1 - 0     | Ayacucho FC      | Monumental UNSA        | 19 de julio | 13:30     |           |
| Alianza Lima        | 4 - 1     | UTC              | Alejandro Villanueva   | 19 de julio | 16:00     |           |
| César Vallejo       | 0 - 1     | Unión Comercio   | Mansiche               | 19 de julio | 18:15     |           |
| Equipo Libre:       | Cienciano | Cienciano        | Cienciano              | Cienciano   | Cienciano | Cienciano |

| Alianza Atlético | 1 - 1          | César Vallejo       | Coloso de la Frontera | 24 de julio    | 13:15          |                |
| UTC              | 2 - 3          | Deportivo Municipal | Héroes de San Ramón   | 24 de julio    | 15:30          |                |
| Unión Comercio   | 3 - 1          | Juan Aurich         | Regional IPD          | 25 de julio    | 12:30          |                |
| Sporting Cristal | 2 - 0          | San Martín          | Alberto Gallardo      | 25 de julio    | 15:00          |                |
| Sport Loreto     | 1 - 1          | Sport Huancayo      | Aliardo Soria         | 25 de julio    | 17:45          |                |
| Cienciano        | 1 - 3          | FBC Melgar          | Garcilaso de la Vega  | 26 de julio    | 11:15          |                |
| Ayacucho FC      | 2 - 1          | Alianza Lima        | Ciudad de Cumaná      | 26 de julio    | 13:30          |                |
| Universitario    | 1 - 4          | León de Huánuco     | Monumental            | 26 de julio    | 16:00          |                |
| Equipo Libre:    | Real Garcilaso | Real Garcilaso      | Real Garcilaso        | Real Garcilaso | Real Garcilaso | Real Garcilaso |

| Real Garcilaso      | 4 - 0      | Sport Loreto     | Garcilaso de la Vega   | 28 de julio | 13:15      |            |
| Deportivo Municipal | 2 - 1      | Ayacucho FC      | Iván Elías Moreno      | 28 de julio | 15:30      |            |
| César Vallejo       | 1 - 1      | UTC              | Mansiche               | 28 de julio | 17:45      |            |
| San Martín          | 0 - 0      | Unión Comercio   | Miguel Grau            | 28 de julio | 20:00      |            |
| Sport Huancayo      | 0 - 0      | Universitario    | Huancayo               | 29 de julio | 11:00      |            |
| León de Huánuco     | 1 - 2      | Sporting Cristal | Heraclio Tapia         | 29 de julio | 13:15      |            |
| Juan Aurich         | 0 - 1      | Alianza Atlético | César Flores Marigorda | 29 de julio | 15:30      |            |
| Alianza Lima        | 1 - 0      | Cienciano        | Alejandro Villanueva   | 29 de julio | 20:00      |            |
| Equipo Libre:       | FBC Melgar | FBC Melgar       | FBC Melgar             | FBC Melgar  | FBC Melgar | FBC Melgar |

| Unión Comercio   | 2 - 0        | León de Huánuco     | Regional IPD          | 1 de agosto  | 12:30        |              |
| Sporting Cristal | 1 - 0        | Sport Huancayo      | Alberto Gallardo      | 1 de agosto  | 15:00        |              |
| FBC Melgar       | 3 - 1        | Alianza Lima        | Monumental UNSA       | 1 de agosto  | 20:00        |              |
| Cienciano        | 3 - 1        | Deportivo Municipal | Garcilaso de la Vega  | 2 de agosto  | 11:15        |              |
| Ayacucho FC      | 2 - 2        | César Vallejo       | Ciudad de Cumaná      | 2 de agosto  | 13:30        |              |
| Universitario    | 1 - 1        | Real Garcilaso      | Monumental            | 2 de agosto  | 16:00        |              |
| Alianza Atlético | 2 - 0        | San Martín          | Coloso de la Frontera | 3 de agosto  | 13:15        |              |
| UTC              | 2 - 2        | Juan Aurich         | Héroes de San Ramón   | 3 de agosto  | 15:30        |              |
| Equipo Libre:    | Sport Loreto | Sport Loreto        | Sport Loreto          | Sport Loreto | Sport Loreto | Sport Loreto |

| Juan Aurich         | 5 - 0        | Ayacucho FC      | César Flores Marigorda | 7 de agosto  | 15:15        |              |
| San Martín          | 0 - 0        | UTC              | Miguel Grau            | 7 de agosto  | 20:00        |              |
| Sport Huancayo      | 3 - 0        | Unión Comercio   | Huancayo               | 8 de agosto  | 12:30        |              |
| Deportivo Municipal | 1 - 1        | FBC Melgar       | Iván Elías Moreno      | 8 de agosto  | 15:00        |              |
| César Vallejo       | 3 - 2        | Cienciano        | Mansiche               | 8 de agosto  | 20:00        |              |
| Real Garcilaso      | 0 - 4        | Sporting Cristal | Garcilaso de la Vega   | 9 de agosto  | 11:15        |              |
| León de Huánuco     | 1 - 0        | Alianza Atlético | Heraclio Tapia         | 9 de agosto  | 13:30        |              |
| Sport Loreto        | 0 - 1        | Universitario    | Aliardo Soria          | 9 de agosto  | 16:00        |              |
| Equipo Libre:       | Alianza Lima | Alianza Lima     | Alianza Lima           | Alianza Lima | Alianza Lima | Alianza Lima |

| Alianza Atlético | 2 - 0         | Sport Huancayo      | Coloso de la Frontera | 14 de agosto  | 13:15         |               |
| Cienciano        | 1 - 2         | Juan Aurich         | Garcilaso de la Vega  | 14 de agosto  | 15:30         |               |
| Ayacucho FC      | 1 - 0         | San Martín          | Ciudad de Cumaná      | 15 de agosto  | 12:30         |               |
| Sporting Cristal | 2 - 1         | Sport Loreto        | Alberto Gallardo      | 15 de agosto  | 15:00         |               |
| FBC Melgar       | 2 - 0         | César Vallejo       | Monumental UNSA       | 16 de agosto  | 11:00         |               |
| Unión Comercio   | 1 - 1         | Real Garcilaso      | Regional IPD          | 16 de agosto  | 13:15         |               |
| UTC              | 2 - 2         | León de Huánuco     | Héroes de San Ramón   | 16 de agosto  | 15:30         | -             |
| Alianza Lima     | 0 - 0         | Deportivo Municipal | Alejandro Villanueva  | 16 de agosto  | 16:00         |               |
| Equipo Libre:    | Universitario | Universitario       | Universitario         | Universitario | Universitario | Universitario |

| Sport Huancayo  | 5 - 1               | UTC                 | Huancayo               | 22 de agosto        | 12:30               |                     |
| San Martín      | 1 - 1               | Cienciano           | Miguel Grau            | 22 de agosto        | 15:00               |                     |
| Real Garcilaso  | 2 - 1               | Alianza Atlético    | Garcilaso de la Vega   | 23 de agosto        | 11:15               |                     |
| Universitario   | 0 - 0               | Sporting Cristal    | Monumental             | 23 de agosto        | 15:30               |                     |
| Juan Aurich     | 2 - 3               | FBC Melgar          | César Flores Marigorda | 23 de agosto        | 15:30               | -                   |
| César Vallejo   | 1 - 0               | Alianza Lima        | Mansiche               | 23 de agosto        | 15:30               | -                   |
| Sport Loreto    | 0 - 1               | Unión Comercio      | Aliardo Soria          | 23 de agosto        | 17:45               |                     |
| León de Huánuco | 3 - 2               | Ayacucho FC         | Heraclio Tapia         | 24 de agosto        | 15:30               |                     |
| Equipo Libre:   | Deportivo Municipal | Deportivo Municipal | Deportivo Municipal    | Deportivo Municipal | Deportivo Municipal | Deportivo Municipal |

## Torneo Clausura
| Pos. | Equipo              |                       | PJ | PG | PE | PP | GF | GC | Dif. | Pts. |
| ---- | ------------------- | --------------------- | -- | -- | -- | -- | -- | -- | ---- | ---- |
| 1º   | FBC Melgar          | Ascendió de posición  | 16 | 8  | 5  | 3  | 29 | 11 | +18  | 29   |
| 2º   | Real Garcilaso      | Descendió de posición | 16 | 8  | 5  | 3  | 26 | 16 | +10  | 29   |
| 3º   | Universitario       | Ascendió de posición  | 16 | 8  | 4  | 4  | 28 | 20 | +8   | 28   |
| 4º   | Sport Huancayo      | Ascendió de posición  | 16 | 8  | 4  | 4  | 26 | 20 | +6   | 28   |
| 5º   | Sporting Cristal    | Descendió de posición | 16 | 7  | 6  | 3  | 35 | 24 | +11  | 27   |
| 6º   | Univ. César Vallejo | Descendió de posición | 16 | 8  | 3  | 5  | 18 | 20 | -2   | 27   |
| 7º   | Univ. San Martín    | Ascendió de posición  | 16 | 7  | 3  | 6  | 17 | 17 | 0    | 24   |
| 8º   | UTC                 | Descendió de posición | 16 | 6  | 5  | 5  | 18 | 15 | +3   | 23   |
| 9º   | Juan Aurich         | Se mantuvo            | 16 | 5  | 4  | 7  | 22 | 25 | -3   | 19   |
| 10°  | Ayacucho FC         | Descendió de posición | 16 | 5  | 4  | 7  | 22 | 26 | -4   | 19   |
| 11º  | Cienciano           | Ascendió de posición  | 16 | 4  | 6  | 6  | 16 | 19 | -3   | 18   |
| 12º  | Unión Comercio      | Descendió de posición | 16 | 5  | 3  | 8  | 27 | 32 | -5   | 18   |
| 13º  | Deportivo Municipal | Ascendió de posición  | 16 | 4  | 6  | 6  | 13 | 22 | -9   | 18   |
| 14º  | Alianza Lima        | Se mantuvo            | 16 | 4  | 5  | 7  | 18 | 21 | -3   | 17   |
| 15º  | Alianza Atlético    | Descendió de posición | 16 | 4  | 4  | 8  | 20 | 29 | -9   | 16   |
| 16º  | León de Huánuco     | Ascendió de posición  | 16 | 3  | 6  | 7  | 21 | 31 | -10  | 15   |
| 17º  | Sport Loreto        | Descendió de posición | 16 | 3  | 5  | 8  | 13 | 21 | -8   | 14   |

|  | Ganador clasifica a las semifinales del campeonato (Play-Off). |

### Evolución de las posiciones
| Equipo / Jornada    | 1  | 2  | 3  | 4  | 5  | 6  | 7  | 8  | 9  | 10 | 11 | 12 | 13 | 14 | 15 | 16 | 17 |
| Equipo / Jornada    |    |    |    |    |    |    |    |    |    |    |    |    |    |    |    |    |    |
| ------------------- | -- | -- | -- | -- | -- | -- | -- | -- | -- | -- | -- | -- | -- | -- | -- | -- | -- |
| FBC Melgar          | 15 | 5  | 10 | 5  | 5  | 4  | 5  | 2  | 4  | 2  | 2  | 2  | 2  | 1  | 1  | 4  | 1  |
| Real Garcilaso      | 2  | 3  | 5  | 7  | 8  | 10 | 7  | 8  | 6  | 5  | 5  | 5  | 5  | 5  | 5  | 1  | 2  |
| Universitario       | 13 | 8  | 7  | 10 | 6  | 6  | 6  | 4  | 2  | 4  | 3  | 4  | 3  | 4  | 4  | 6  | 3  |
| Sport Huancayo      | 7  | 4  | 2  | 4  | 2  | 3  | 4  | 6  | 1  | 3  | 4  | 3  | 4  | 3  | 3  | 2  | 4  |
| Sporting Cristal    | 12 | 6  | 4  | 1  | 1  | 1  | 1  | 1  | 3  | 1  | 1  | 1  | 1  | 2  | 2  | 3  | 5  |
| César Vallejo       | 4  | 7  | 11 | 6  | 7  | 7  | 9  | 11 | 14 | 14 | 12 | 8  | 9  | 9  | 8  | 5  | 6  |
| San Martín          | 5  | 2  | 3  | 3  | 3  | 5  | 2  | 3  | 5  | 7  | 8  | 9  | 8  | 7  | 7  | 7  | 7  |
| UTC                 | 16 | 9  | 8  | 12 | 14 | 8  | 11 | 7  | 8  | 10 | 6  | 7  | 6  | 6  | 6  | 8  | 8  |
| Juan Aurich         | 1  | 1  | 1  | 2  | 4  | 2  | 3  | 5  | 7  | 6  | 7  | 6  | 7  | 8  | 9  | 9  | 9  |
| Ayacucho FC         | 6  | 11 | 14 | 17 | 16 | 15 | 14 | 14 | 15 | 15 | 17 | 16 | 11 | 13 | 10 | 12 | 10 |
| Cienciano           | 9  | 13 | 13 | 8  | 12 | 11 | 13 | 9  | 9  | 12 | 13 | 14 | 10 | 11 | 14 | 13 | 11 |
| Unión Comercio      | 3  | 10 | 12 | 15 | 9  | 12 | 8  | 10 | 10 | 11 | 11 | 12 | 14 | 16 | 11 | 14 | 12 |
| Deportivo Municipal | 14 | 16 | 15 | 16 | 17 | 16 | 10 | 12 | 11 | 13 | 14 | 13 | 16 | 10 | 12 | 10 | 13 |
| Alianza Lima        | 17 | 17 | 17 | 14 | 13 | 9  | 12 | 13 | 12 | 8  | 10 | 11 | 13 | 14 | 16 | 11 | 14 |
| Alianza Atlético    | 8  | 12 | 16 | 13 | 15 | 17 | 17 | 17 | 16 | 16 | 15 | 17 | 17 | 17 | 15 | 17 | 15 |
| León de Huánuco     | 10 | 15 | 9  | 9  | 10 | 13 | 15 | 15 | 17 | 17 | 16 | 15 | 15 | 15 | 17 | 15 | 16 |
| Sport Loreto        | 11 | 14 | 6  | 11 | 11 | 14 | 16 | 16 | 13 | 9  | 9  | 10 | 12 | 12 | 13 | 16 | 17 |

NOTA: A Sport Huancayo se le restó del torneo Clausura 3 puntos; por incumplir en la bolsa de minutos en dicho torneo. El mismo se verá reflejado también tanto en la tabla del torneo Clausura como en la tabla del acumulado.

### Segunda vuelta
| Sport Huancayo  | 2 - 2            | Ayacucho FC         | Huancayo               | 28 de agosto     | 15:30            |                  |
| Juan Aurich     | 2 - 0            | Alianza Lima        | César Flores Marigorda | 29 de agosto     | 12:30            |                  |
| San Martín      | 1 - 0            | FBC Melgar          | Miguel Grau            | 29 de agosto     | 15:00            |                  |
| Sport Loreto    | 0 - 0            | Alianza Atlético    | Aliardo Soria          | 29 de agosto     | 17:45            |                  |
| César Vallejo   | 1 - 0            | Deportivo Municipal | Mansiche               | 29 de agosto     | 20:00            |                  |
| Real Garcilaso  | 2 - 0            | UTC                 | Garcilaso de la Vega   | 30 de agosto     | 11:15            |                  |
| León de Huánuco | 0 - 0            | Cienciano           | Heraclio Tapia         | 30 de agosto     | 13:30            |                  |
| Universitario   | 2 - 3            | Unión Comercio      | Monumental             | 30 de agosto     | 16:00            |                  |
| Equipo Libre:   | Sporting Cristal | Sporting Cristal    | Sporting Cristal       | Sporting Cristal | Sporting Cristal | Sporting Cristal |

| Cienciano           | 0 - 1         | Sport Huancayo   | Garcilaso de la Vega  | 2 de septiembre | 11:00         |               |
| Unión Comercio      | 1 - 4         | Sporting Cristal | Regional IPD          | 2 de septiembre | 13:15         |               |
| UTC                 | 2 - 0         | Sport Loreto     | Héroes de San Ramón   | 2 de septiembre | 15:30         |               |
| Alianza Lima        | 0 - 1         | San Martín       | Alejandro Villanueva  | 2 de septiembre | 20:00         |               |
| Ayacucho FC         | 2 - 2         | Real Garcilaso   | Ciudad de Cumaná      | 3 de septiembre | 11:00         |               |
| Alianza Atlético    | 1 - 2         | Universitario    | Coloso de la Frontera | 3 de septiembre | 13:15         |               |
| Deportivo Municipal | 1 - 2         | Juan Aurich      | Iván Elías Moreno     | 3 de septiembre | 15:30         |               |
| FBC Melgar          | 5 - 0         | León de Huánuco  | Monumental UNSA       | 3 de septiembre | 20:00         |               |
| Equipo Libre:       | César Vallejo | César Vallejo    | César Vallejo         | César Vallejo   | César Vallejo | César Vallejo |

| Sport Huancayo   | 3 - 2          | FBC Melgar          | Huancayo               | 11 de septiembre | 15:30          |                |
| León de Huánuco  | 3 - 1          | Alianza Lima        | Heraclio Tapia         | 12 de septiembre | 12:30          |                |
| Sporting Cristal | 4 - 1          | Alianza Atlético    | Alberto Gallardo       | 12 de septiembre | 15:00          |                |
| Sport Loreto     | 3 - 0          | Ayacucho FC         | Aliardo Soria          | 12 de septiembre | 17:45          |                |
| San Martín       | 0 - 0          | Deportivo Municipal | Miguel Grau            | 12 de septiembre | 20:00          |                |
| Real Garcilaso   | 1 - 1          | Cienciano           | Garcilaso de la Vega   | 13 de septiembre | 11:15          |                |
| Juan Aurich      | 2 - 1          | César Vallejo       | César Flores Marigorda | 13 de septiembre | 13:30          |                |
| Universitario    | 1 - 1          | UTC                 | Monumental             | 13 de septiembre | 16:00          |                |
| Equipo Libre:    | Unión Comercio | Unión Comercio      | Unión Comercio         | Unión Comercio   | Unión Comercio | Unión Comercio |

| Alianza Atlético    | 2 - 1       | Unión Comercio   | Melanio Coloma       | 15 de septiembre | 13:15       |             |
| Deportivo Municipal | 1 - 1       | León de Huánuco  | Iván Elías Moreno    | 15 de septiembre | 15:30       |             |
| FBC Melgar          | 2 - 0       | Real Garcilaso   | Monumental UNSA      | 15 de septiembre | 17:45       |             |
| Cienciano           | 1 - 0       | Sport Loreto     | Garcilaso de la Vega | 16 de septiembre | 11:00       |             |
| UTC                 | 2 - 3       | Sporting Cristal | Héroes de San Ramón  | 16 de septiembre | 15:30       |             |
| Alianza Lima        | 3 - 0       | Sport Huancayo   | Alejandro Villanueva | 16 de septiembre | 17:45       |             |
| César Vallejo       | 2 - 1       | San Martín       | Mansiche             | 16 de septiembre | 20:00       |             |
| Ayacucho FC         | 1 - 2       | Universitario    | Ciudad de Cumaná     | 23 de septiembre | 13:15       |             |
| Equipo Libre:       | Juan Aurich | Juan Aurich      | Juan Aurich          | Juan Aurich      | Juan Aurich | Juan Aurich |

| Unión Comercio   | 2 - 0            | UTC                 | Regional IPD         | 19 de septiembre | 12:30            |                  |
| Sporting Cristal | 4 - 0            | Ayacucho FC         | Alberto Gallardo     | 19 de septiembre | 15:00            |                  |
| Sport Loreto     | 0 - 0            | FBC Melgar          | Aliardo Soria        | 19 de septiembre | 17:45            |                  |
| Real Garcilaso   | 1 - 1            | Alianza Lima        | Garcilaso de la Vega | 20 de septiembre | 11:15            |                  |
| Sport Huancayo   | 5 - 0            | Deportivo Municipal | Huancayo             | 20 de septiembre | 13:30            |                  |
| Universitario    | 2 - 1            | Cienciano           | Monumental           | 20 de septiembre | 16:00            |                  |
| León de Huánuco  | 1 - 1            | César Vallejo       | Heraclio Tapia       | 21 de septiembre | 15:30            |                  |
| San Martín       | 3 - 1            | Juan Aurich         | Miguel Grau          | 21 de septiembre | 20:00            |                  |
| Equipo Libre:    | Alianza Atlético | Alianza Atlético    | Alianza Atlético     | Alianza Atlético | Alianza Atlético | Alianza Atlético |

| UTC                 | 2 - 0      | Alianza Atlético | Héroes de San Ramón    | 25 de septiembre | 15:30      |            |
| Ayacucho FC         | 4 - 0      | Unión Comercio   | Ciudad de Cumaná       | 26 de septiembre | 12:30      |            |
| Deportivo Municipal | 1 - 0      | Real Garcilaso   | Iván Elías Moreno      | 26 de septiembre | 15:00      |            |
| César Vallejo       | 0 - 0      | Sport Huancayo   | Mansiche               | 26 de septiembre | 17:45      |            |
| FBC Melgar          | 2 - 0      | Universitario    | Monumental UNSA        | 26 de septiembre | 20:00      |            |
| Juan Aurich         | 3 - 0      | León de Huánuco  | César Flores Marigorda | 27 de septiembre | 11:15      |            |
| Cienciano           | 2 - 2      | Sporting Cristal | Garcilaso de la Vega   | 27 de septiembre | 13:30      |            |
| Alianza Lima        | 1 - 0      | Sport Loreto     | Alejandro Villanueva   | 27 de septiembre | 16:00      |            |
| Equipo Libre:       | San Martín | San Martín       | San Martín             | San Martín       | San Martín | San Martín |

| Alianza Atlético | 3 - 3 | Ayacucho FC         | Melanio Coloma       | 29 de septiembre | 13:15 |     |
| Real Garcilaso   | 4 - 0 | César Vallejo       | Garcilaso de la Vega | 29 de septiembre | 15:30 |     |
| Unión Comercio   | 3 - 1 | Cienciano           | Regional IPD         | 30 de septiembre | 13:15 |     |
| Sport Loreto     | 1 - 2 | Deportivo Municipal | Aliardo Soria        | 30 de septiembre | 17:45 |     |
| León de Huánuco  | 1 - 2 | San Martín          | Heraclio Tapia       | 1 de octubre     | 13:15 |     |
| Sport Huancayo   | 1 - 0 | Juan Aurich         | Huancayo             | 15 de octubre    | 12:00 |     |
| Universitario    | 1 - 1 | Alianza Lima        | Estadio Nacional     | 15 de noviembre  | 15:30 |     |
| Sporting Cristal | 2 - 2 | FBC Melgar          | Alberto Gallardo     | 24 de noviembre  | 15:30 |     |
| Equipo Libre:    | UTC   | UTC                 | UTC                  | UTC              | UTC   | UTC |

| Ayacucho FC         | 1 - 2           | UTC              | Ciudad de Cumaná       | 3 de octubre    | 12:30           |                 |
| Cienciano           | 2 - 0           | Alianza Atlético | Garcilaso de la Vega   | 4 de octubre    | 11:15           |                 |
| FBC Melgar          | 4 - 1           | Unión Comercio   | Monumental UNSA        | 4 de octubre    | 13:30           |                 |
| Deportivo Municipal | 0 - 1           | Universitario    | Iván Elías Moreno      | 4 de octubre    | 15:30           |                 |
| Juan Aurich         | 1 - 3           | Real Garcilaso   | César Flores Marigorda | 25 de noviembre | 13:15           |                 |
| San Martín          | 1 - 1           | Sport Huancayo   | Miguel Grau            | 25 de noviembre | 15:30           |                 |
| César Vallejo       | 4 - 2           | Sport Loreto     | Mansiche               | 25 de noviembre | 20:00           |                 |
| Alianza Lima        | 2 - 0           | Sporting Cristal | Alejandro Villanueva   | 26 de noviembre | 20:00           |                 |
| Equipo Libre:       | León de Huánuco | León de Huánuco  | León de Huánuco        | León de Huánuco | León de Huánuco | León de Huánuco |

| Alianza Atlético | 0 - 0       | FBC Melgar          | Melanio Coloma       | 16 de octubre | 13:15       |             |
| UTC              | 0 - 0       | Cienciano           | Héroes de San Ramón  | 16 de octubre | 15:30       |             |
| Sport Huancayo   | 4 - 3       | León de Huánuco     | Huancayo             | 17 de octubre | 12:30       |             |
| Sporting Cristal | 2 - 2       | Deportivo Municipal | Alberto Gallardo     | 17 de octubre | 15:00       |             |
| Sport Loreto     | 1 - 0       | Juan Aurich         | Aliardo Soria        | 17 de octubre | 17:45       |             |
| Real Garcilaso   | 1 - 0       | San Martín          | Garcilaso de la Vega | 18 de octubre | 11:15       |             |
| Unión Comercio   | 2 - 2       | Alianza Lima        | Regional IPD         | 18 de octubre | 13:30       |             |
| Universitario    | 3 - 0       | César Vallejo       | Monumental           | 18 de octubre | 16:00       |             |
| Equipo Libre:    | Ayacucho FC | Ayacucho FC         | Ayacucho FC          | Ayacucho FC   | Ayacucho FC | Ayacucho FC |

| León de Huánuco     | 2 - 4          | Real Garcilaso   | Heraclio Tapia         | 20 de octubre   | 13:15          |                |
| Deportivo Municipal | 1 - 1          | Unión Comercio   | Iván Elías Moreno      | 20 de octubre   | 15:30          |                |
| FBC Melgar          | 1 - 0          | UTC              | Monumental UNSA        | 20 de octubre   | 17:45          |                |
| César Vallejo       | 0 - 2          | Sporting Cristal | Mansiche               | 20 de octubre   | 20:00          |                |
| Juan Aurich         | 2 - 2          | Universitario    | César Flores Marigorda | 21 de octubre   | 15:30          |                |
| San Martín          | 0 - 1          | Sport Loreto     | Miguel Grau            | 21 de octubre   | 17:45          |                |
| Alianza Lima        | 4 - 2          | Alianza Atlético | Alejandro Villanueva   | 21 de octubre   | 20:00          |                |
| Cienciano           | 1 - 1          | Ayacucho FC      | Garcilaso de la Vega   | 15 de noviembre | 13:00          |                |
| Equipo Libre:       | Sport Huancayo | Sport Huancayo   | Sport Huancayo         | Sport Huancayo  | Sport Huancayo | Sport Huancayo |

| Ayacucho FC      | 1 - 2     | FBC Melgar          | Ciudad de Cumaná     | 24 de octubre | 12:30     |           |
| UTC              | 3 - 0     | Alianza Lima        | Héroes de San Ramón  | 24 de octubre | 15:00     |           |
| Sport Loreto     | 1 - 1     | León de Huánuco     | Aliardo Soria        | 24 de octubre | 17:45     |           |
| Universitario    | 2 - 0     | San Martín          | Monumental           | 24 de octubre | 20:00     |           |
| Real Garcilaso   | 0 - 0     | Sport Huancayo      | Garcilaso de la Vega | 25 de octubre | 11:15     |           |
| Unión Comercio   | 1 - 2     | César Vallejo       | Regional IPD         | 25 de octubre | 13:30     |           |
| Alianza Atlético | 4 - 1     | Deportivo Municipal | Melanio Coloma       | 25 de octubre | 15:00     | -         |
| Sporting Cristal | 3 - 2     | Juan Aurich         | Alberto Gallardo     | 25 de octubre | 16:00     |           |
| Equipo Libre:    | Cienciano | Cienciano           | Cienciano            | Cienciano     | Cienciano | Cienciano |

| Sport Huancayo      | 2 - 0          | Sport Loreto     | Huancayo               | 27 de octubre  | 13:15          |                |
| León de Huánuco     | 3 - 2          | Universitario    | Heraclio Tapia         | 27 de octubre  | 15:30          |                |
| César Vallejo       | 1 - 0          | Alianza Atlético | Mansiche               | 27 de octubre  | 17:45          |                |
| Alianza Lima        | 0 - 1          | Ayacucho FC      | Alejandro Villanueva   | 27 de octubre  | 20:00          |                |
| Juan Aurich         | 1 - 0          | Unión Comercio   | César Flores Marigorda | 28 de octubre  | 13:15          |                |
| Deportivo Municipal | 1 - 1          | UTC              | Iván Elías Moreno      | 28 de octubre  | 15:30          |                |
| FBC Melgar          | 5 - 1          | Cienciano        | Monumental UNSA        | 28 de octubre  | 17:45          |                |
| San Martín          | 0 - 2          | Sporting Cristal | Miguel Grau            | 28 de octubre  | 20:00          |                |
| Equipo Libre:       | Real Garcilaso | Real Garcilaso   | Real Garcilaso         | Real Garcilaso | Real Garcilaso | Real Garcilaso |

| UTC              | 2 - 1      | César Vallejo       | Héroes de San Ramón  | 30 de octubre  | 15:30      |            |
| Ayacucho FC      | 2 - 0      | Deportivo Municipal | Ciudad de Cumaná     | 31 de octubre  | 12:30      |            |
| Alianza Atlético | 2 - 2      | Juan Aurich         | Melanio Coloma       | 31 de octubre  | 15:00      | -          |
| Sporting Cristal | 1 - 1      | León de Huánuco     | Alberto Gallardo     | 31 de octubre  | 15:00      |            |
| Sport Loreto     | 0 - 1      | Real Garcilaso      | Aliardo Soria        | 31 de octubre  | 20:00      |            |
| Cienciano        | 1 - 0      | Alianza Lima        | Garcilaso de la Vega | 1 de noviembre | 11:15      |            |
| Unión Comercio   | 1 - 2      | San Martín          | Regional IPD         | 1 de noviembre | 13:30      |            |
| Universitario    | 2 - 0      | Sport Huancayo      | Monumental           | 1 de noviembre | 16:00      |            |
| Equipo Libre:    | FBC Melgar | FBC Melgar          | FBC Melgar           | FBC Melgar     | FBC Melgar | FBC Melgar |

| Deportivo Municipal | 1 - 0        | Cienciano        | Iván Elías Moreno      | 3 de noviembre | 15:30        |              |
| César Vallejo       | 1 - 0        | Ayacucho FC      | Mansiche               | 3 de noviembre | 20:00        |              |
| León de Huánuco     | 3 - 3        | Unión Comercio   | Heraclio Tapia         | 4 de noviembre | 13:15        |              |
| Real Garcilaso      | 4 - 2        | Universitario    | Garcilaso de la Vega   | 4 de noviembre | 15:30        |              |
| San Martín          | 2 - 1        | Alianza Atlético | Miguel Grau            | 4 de noviembre | 17:45        |              |
| Alianza Lima        | 0 - 0        | FBC Melgar       | Alejandro Villanueva   | 4 de noviembre | 20:00        |              |
| Sport Huancayo      | 5 - 3        | Sporting Cristal | Huancayo               | 5 de noviembre | 13:15        |              |
| Juan Aurich         | 0 - 0        | UTC              | César Flores Marigorda | 5 de noviembre | 15:30        |              |
| Equipo Libre:       | Sport Loreto | Sport Loreto     | Sport Loreto           | Sport Loreto   | Sport Loreto | Sport Loreto |

| Cienciano        | 0 - 1        | César Vallejo       | Garcilaso de la Vega | 7 de noviembre | 12:30        |              |
| Sporting Cristal | 0 - 0        | Real Garcilaso      | Alberto Gallardo     | 7 de noviembre | 15:00        |              |
| Alianza Atlético | 1 - 0        | León de Huánuco     | Melanio Coloma       | 7 de noviembre | 15:00        | -            |
| FBC Melgar       | 0 - 0        | Deportivo Municipal | Monumental UNSA      | 7 de noviembre | 20:00        |              |
| Unión Comercio   | 2 - 0        | Sport Huancayo      | Regional IPD         | 8 de noviembre | 11:15        |              |
| Ayacucho FC      | 2 - 1        | Juan Aurich         | Ciudad de Cumaná     | 8 de noviembre | 13:30        |              |
| UTC              | 1 - 1        | San Martín          | Héroes de San Ramón  | 8 de noviembre | 15:30        | -            |
| Universitario    | 0 - 0        | Sport Loreto        | Monumental           | 8 de noviembre | 16:00        |              |
| Equipo Libre:    | Alianza Lima | Alianza Lima        | Alianza Lima         | Alianza Lima   | Alianza Lima | Alianza Lima |

| León de Huánuco     | 2 - 0         | UTC              | Heraclio Tapia         | 20 de noviembre | 15:30         |               |
| San Martín          | 3 - 0         | Ayacucho FC      | Miguel Grau            | 20 de noviembre | 20:00         |               |
| Sport Huancayo      | 4 - 0         | Alianza Atlético | Huancayo               | 21 de noviembre | 12:30         |               |
| Sport Loreto        | 2 - 2         | Sporting Cristal | Aliardo Soria          | 21 de noviembre | 15:00         |               |
| César Vallejo       | 1 - 0         | FBC Melgar       | Mansiche               | 21 de noviembre | 20:00         |               |
| Real Garcilaso      | 2 - 1         | Unión Comercio   | Garcilaso de la Vega   | 22 de noviembre | 11:00         |               |
| Juan Aurich         | 2 - 2         | Cienciano        | César Flores Marigorda | 22 de noviembre | 13:00         |               |
| Deportivo Municipal | 2 - 1         | Alianza Lima     | Iván Elías Moreno      | 22 de noviembre | 15:30         |               |
| Equipo Libre:       | Universitario | Universitario    | Universitario          | Universitario   | Universitario | Universitario |

| Alianza Atlético | 3 - 1               | Real Garcilaso      | Melanio Coloma       | 29 de noviembre     | 15:30               | -                   |
| FBC Melgar       | 4 - 1               | Juan Aurich         | Monumental UNSA      | 29 de noviembre     | 15:30               | -                   |
| Ayacucho FC      | 2 - 0               | León de Huánuco     | Ciudad de Cumaná     | 29 de noviembre     | 15:30               | -                   |
| UTC              | 2 - 0               | Sport Huancayo      | Héroes de San Ramón  | 29 de noviembre     | 15:30               | -                   |
| Alianza Lima     | 2 - 2               | César Vallejo       | Alejandro Villanueva | 29 de noviembre     | 15:30               | -                   |
| Cienciano        | 3 - 0               | San Martín          | Garcilaso de la Vega | 29 de noviembre     | 15:30               | -                   |
| Unión Comercio   | 5 - 2               | Sport Loreto        | Regional IPD         | 29 de noviembre     | 15:30               | -                   |
| Sporting Cristal | 1 - 2               | Universitario       | Estadio Nacional     | 29 de noviembre     | 15:30               |                     |
| Equipo Libre:    | Deportivo Municipal | Deportivo Municipal | Deportivo Municipal  | Deportivo Municipal | Deportivo Municipal | Deportivo Municipal |

### Definición del Torneo
Los equipos FBC Melgar y Real Garcilaso definieron al ganador del Torneo Clausura en un partido en campo neutral.
| 2 de diciembre de 2015, 19:30 | FBC Melgar                             | 1:1 (0:0) (4:2 p.)         | Real Garcilaso                       | Estadio Miguel Grau, Callao                            |                                                        |
|                               | Gonzales-Vigil 67' (pen.)              | Reporte                    | Rodríguez 89' (pen.)                 | Asistencia: 1009 espectadores Árbitro(s): Manuel Garay | Asistencia: 1009 espectadores Árbitro(s): Manuel Garay |
|                               |                                        | Tiros desde el punto penal |                                      |                                                        |                                                        |
|                               | Schuler · Hinostroza · Palomino · Arce |                            | Ramúa · Aubert · Rodríguez · Carando |                                                        |                                                        |

## Tabla acumulada
Muestra los puntos que obtuvieron los equipos durante la temporada. Sirvió para definir la clasificación a los torneos internacionales y la pérdida de categoría.
El campeón del Torneo del Inca 2015, el ganador del Torneo Apertura, el ganador del Torneo Clausura, y primero de la Tabla Acumulada jugaron la tercera etapa —también conocida como Play-Off (Semifinales y Final)—  siempre y cuando estos equipos estuviesen entre los 8 mejores de la tabla acumulada.
Finalmente, los tres equipos con menor puntaje descendieron a la Segunda División.
|  | Pos. | Equipo                  |            | PJ | PG | PE | PP | GF | GC | Dif. | Pts. |
|  | ---- | ----------------------- | ---------- | -- | -- | -- | -- | -- | -- | ---- | ---- |
|  | 1º   | FBC Melgar (C) (4)      | Se mantuvo | 32 | 16 | 11 | 5  | 51 | 22 | +29  | 60   |
|  | 2º   | Sporting Cristal        | Se mantuvo | 32 | 16 | 10 | 6  | 60 | 40 | +20  | 58   |
|  | 3º   | Real Garcilaso          | Se mantuvo | 32 | 16 | 9  | 7  | 48 | 36 | +12  | 57   |
|  | 4º   | César Vallejo           | Se mantuvo | 32 | 14 | 9  | 9  | 42 | 40 | +2   | 51   |
|  | 5º   | Sport Huancayo (8)      | Se mantuvo | 32 | 13 | 11 | 8  | 47 | 36 | +11  | 47   |
|  | 6º   | Deportivo Municipal     | Se mantuvo | 32 | 11 | 13 | 8  | 32 | 35 | -3   | 46   |
|  | 7º   | Universitario (3)       | Se mantuvo | 32 | 11 | 10 | 11 | 36 | 37 | -1   | 44   |
|  | 8º   | Unión Comercio          | Se mantuvo | 32 | 12 | 8  | 12 | 48 | 51 | -3   | 44   |
|  | 9º   | Alianza Lima            | Se mantuvo | 32 | 12 | 7  | 13 | 38 | 35 | +3   | 43   |
|  | 10º  | Juan Aurich             | Se mantuvo | 32 | 11 | 8  | 13 | 46 | 43 | +3   | 41   |
|  | 11º  | San Martín (7)          | Se mantuvo | 32 | 10 | 7  | 15 | 31 | 40 | -9   | 38   |
|  | 12º  | UTC                     | Se mantuvo | 32 | 9  | 10 | 13 | 39 | 46 | -7   | 37   |
|  | 13º  | Alianza Atlético        | Se mantuvo | 32 | 10 | 7  | 15 | 39 | 49 | -10  | 37   |
|  | 14º  | Ayacucho FC (1)         | Se mantuvo | 32 | 9  | 7  | 16 | 37 | 51 | -14  | 33   |
|  | 15º  | Cienciano (D) (5)       | Se mantuvo | 32 | 9  | 10 | 13 | 39 | 42 | -3   | 31   |
|  | 16º  | Sport Loreto (D) (2)    | Se mantuvo | 32 | 7  | 10 | 15 | 27 | 39 | -12  | 29   |
|  | 17º  | León de Huánuco (D) (6) | Se mantuvo | 32 | 8  | 9  | 15 | 42 | 59 | -17  | 29   |

- PJ = Partidos Jugados; PG = Partidos Ganados; PE = Partidos Empatados; PP = Partidos Perdidos; GF = Goles a Favor; GC = Goles en Contra; Dif = Diferencia de goles; Pts = Puntos.

- Criterios de clasificación:[3] 1) Puntos; 2) Diferencia de goles; 3) Goles a favor; 4) Resultado entre clubes involucrados; 5) Sorteo.

|  | Clasifica a las semifinales del campeonato (Play-Off).        |
|  | Clasificado a la fase de grupos de la Copa Libertadores 2016. |
|  | Clasificado a la primera fase de la Copa Libertadores 2016.   |
|  | Clasificado a la Copa Sudamericana 2016.                      |
|  | Zona de descenso a la Segunda División 2016.                  |

| (C) Campeón    |
| (D) Descendido |

### Evolución de las posiciones
| Equipo / Jornada    | 1  | 2  | 3  | 4  | 5  | 6  | 7  | 8  | 9  | 10 | 11 | 12 | 13 | 14 | 15 | 16 | 17 |
| Equipo / Jornada    |    |    |    |    |    |    |    |    |    |    |    |    |    |    |    |    |    |
| ------------------- | -- | -- | -- | -- | -- | -- | -- | -- | -- | -- | -- | -- | -- | -- | -- | -- | -- |
| Sporting Cristal    | 1  | 11 | 14 | 8  | 4  | 2  | 3  | 5  | 10 | 11 | 9  | 6  | 4  | 4  | 1  | 1  | 1  |
| FBC Melgar          | 16 | 2  | 1  | 4  | 3  | 5  | 6  | 10 | 6  | 8  | 4  | 3  | 5  | 5  | 4  | 3  | 2  |
| Deportivo Municipal | 17 | 5  | 2  | 2  | 2  | 6  | 7  | 3  | 3  | 3  | 2  | 1  | 1  | 1  | 2  | 2  | 3  |
| Real Garcilaso      | 12 | 1  | 3  | 1  | 1  | 1  | 1  | 1  | 1  | 2  | 3  | 4  | 3  | 3  | 5  | 5  | 4  |
| Alianza Lima        | 11 | 9  | 4  | 5  | 7  | 11 | 8  | 4  | 2  | 1  | 1  | 2  | 2  | 2  | 3  | 4  | 5  |
| Unión Comercio      | 3  | 7  | 7  | 3  | 6  | 7  | 10 | 7  | 11 | 10 | 10 | 5  | 6  | 6  | 6  | 6  | 6  |
| César Vallejo       | 4  | 14 | 10 | 14 | 13 | 13 | 9  | 12 | 9  | 5  | 6  | 8  | 7  | 7  | 7  | 8  | 7  |
| Juan Aurich         | 14 | 6  | 9  | 12 | 9  | 3  | 2  | 2  | 4  | 6  | 7  | 9  | 10 | 11 | 8  | 7  | 8  |
| Sport Huancayo      | 5  | 8  | 8  | 9  | 11 | 10 | 14 | 11 | 8  | 9  | 11 | 11 | 9  | 12 | 9  | 10 | 9  |
| Alianza Atlético    | 10 | 4  | 6  | 10 | 12 | 9  | 11 | 9  | 12 | 12 | 12 | 12 | 12 | 9  | 11 | 9  | 10 |
| Cienciano           | 2  | 3  | 5  | 7  | 5  | 8  | 4  | 8  | 5  | 7  | 8  | 10 | 11 | 8  | 10 | 11 | 11 |
| León de Huánuco     | 13 | 17 | 17 | 17 | 17 | 17 | 17 | 17 | 17 | 17 | 17 | 14 | 16 | 17 | 14 | 13 | 12 |
| Sport Loreto        | 15 | 10 | 13 | 6  | 8  | 4  | 5  | 6  | 7  | 4  | 5  | 7  | 8  | 10 | 12 | 12 | 13 |
| Universitario       | 8  | 13 | 16 | 11 | 14 | 14 | 16 | 16 | 16 | 16 | 15 | 17 | 17 | 16 | 13 | 16 | 14 |
| Ayacucho FC         | 9  | 16 | 12 | 16 | 16 | 16 | 13 | 15 | 15 | 15 | 16 | 13 | 13 | 13 | 17 | 14 | 15 |
| UTC                 | 7  | 15 | 11 | 15 | 10 | 12 | 15 | 13 | 14 | 13 | 14 | 15 | 14 | 14 | 15 | 15 | 16 |
| San Martín          | 6  | 12 | 15 | 13 | 15 | 15 | 12 | 14 | 13 | 14 | 13 | 16 | 15 | 15 | 16 | 17 | 17 |

## Tercera Etapa
La tercera etapa del campeonato—también conocida como Play-Off (Semifinales y Final) — enfrenta por sorteo al campeón del Torneo del Inca (si termina dentro de los 8 primeros en la tabla acumulada), los ganadores del Torneo Apertura y Torneo Clausura (si terminan dentro de los 8 primeros en la tabla acumulada) y al de Mayor Puntaje Acumulado en partidos de ida y vuelta. La Semifinal y final se disputaron a partidos de ida y vuelta en donde se impuso la Regla del gol de visitante. 
| Equipo           | Vía de clasificación        |
| ---------------- | --------------------------- |
| César Vallejo    | Campeón del Torneo del Inca |
| Sporting Cristal | Campeón del Torneo Apertura |
| FBC Melgar       | Campeón del Torneo Clausura |
| Real Garcilaso   | Mayor puntaje acumulado     |

|  | Semifinales        | Semifinales        | Semifinales        |   |            | Final                | Final                | Final                |  |
|  | 6 y 9 de diciembre | 6 y 9 de diciembre | 6 y 9 de diciembre |   |            | 13 y 16 de diciembre | 13 y 16 de diciembre | 13 y 16 de diciembre |  |
|  |                    |                    |                    |   |            |                      |                      |                      |  |
|  |                    |                    |                    |   |            |                      |                      |                      |  |
|  | FBC Melgar         | 1                  | 4                  |   |            |                      |                      |                      |  |
|  | FBC Melgar         | 1                  | 4                  |   |            |                      |                      |                      |  |
|  | Real Garcilaso     | 0                  | 0                  |   |            |                      |                      |                      |  |
|  | Real Garcilaso     | 0                  | 0                  |   | FBC Melgar | 2                    | 3                    |                      |  |
|  |                    |                    |                    |   | FBC Melgar | 2                    | 3                    |                      |  |
|  |                    |                    | Sporting Cristal   | 2 | 2          |                      |                      |                      |  |
|  | Sporting Cristal   | 3                  | Sporting Cristal   | 2 | 2          | 3                    |                      |                      |  |
|  | Sporting Cristal   | 3                  |                    |   |            | 3                    |                      |                      |  |
|  | César Vallejo      | 1                  | 4                  |   |            |                      |                      |                      |  |
|  | César Vallejo      | 1                  | 4                  |   |            |                      |                      |                      |  |
|  |                    |                    |                    |   |            |                      |                      |                      |  |

### Semifinales
| 6 de diciembre de 2015, 13:00 | FBC Melgar        | 1:0 (0:0) | Real Garcilaso | Estadio Monumental UNSA, Arequipa                      |                                                        |
|                               | Zúñiga 89' (pen.) | Reporte   |                | Asistencia: 30.806 espectadores Árbitro(s): Diego Haro | Asistencia: 30.806 espectadores Árbitro(s): Diego Haro |

| 9 de diciembre de 2015, 15:30 | Real Garcilaso | 0:4 (0:2) | FBC Melgar                             | Estadio Inca Garcilaso de la Vega, Cusco                     |                                                              |
|                               |                | Reporte   | Vílchez 6' (a.g.) · Cuesta 21' 73' 82' | Asistencia: 12.350 espectadores Árbitro(s): Michael Espinoza | Asistencia: 12.350 espectadores Árbitro(s): Michael Espinoza |

| 6 de diciembre de 2015, 15:30 | Sporting Cristal                | 3:1 (1:1) | César Vallejo | Estadio Alberto Gallardo, Lima                            |                                                           |
|                               | Revoredo 25' 54' · Da Silva 87' | Reporte   | Chávez 23'    | Asistencia: 7.018 espectadores Árbitro(s): Luis Seminario | Asistencia: 7.018 espectadores Árbitro(s): Luis Seminario |

| 9 de diciembre de 2015, 13:00 | César Vallejo                           | 4:3 (2:1) | Sporting Cristal                              | Estadio Mansiche, Trujillo                              |                                                         |
|                               | Millán 12' 78' · Ciucci 33' · Silva 88' | Reporte   | Cardoza 31' (a.g.) · Ávila 47' · Da Silva 50' | Asistencia: 9.284 espectadores Árbitro(s): Manuel Garay | Asistencia: 9.284 espectadores Árbitro(s): Manuel Garay |

### Definición3.erpuesto
Los perdedores de las semifinales disputaron partidos de ida y vuelta por la definición del 3º puesto, que será «Perú 3» en la Copa Libertadores y el que quede 4.º irá a la Copa Sudamericana como «Perú 1».
| 12 de diciembre de 2015, 15:30 | Real Garcilaso | 1:0 (1:0) | César Vallejo | Estadio Inca Garcilaso de la Vega, Cusco                  |                                                           |
|                                | Correa 19'     | Reporte   |               | Asistencia: 2.890 espectadores Árbitro(s): Luis Seminario | Asistencia: 2.890 espectadores Árbitro(s): Luis Seminario |

| 15 de diciembre de 2015, 15:30 | César Vallejo                         | 3:0 (1:0) | Real Garcilaso | Estadio Mansiche, Trujillo                              |                                                         |
|                                | Montes 19' · Millán 83' · Cobelli 87' | Reporte   |                | Asistencia: 6.870 espectadores Árbitro(s): Manuel Garay | Asistencia: 6.870 espectadores Árbitro(s): Manuel Garay |

#### Clasificados
| (3º puesto Play-Offs) César Vallejo Clasificado a Copa Libertadores 2016 como «Perú 3» | (4º puesto Play-Offs) Real Garcilaso Clasificado a Copa Sudamericana 2016 como «Perú 1» |

### Final
| 13 de diciembre de 2015, 15:30 | Sporting Cristal                        | 2:2 (1:1) | FBC Melgar            | Estadio Nacional, Lima                                 |                                                        |
|                                | Palomino 43' (a.g.) · Sheput 52' (pen.) | Reporte   | Uribe 38' · Quina 87' | Asistencia: 21.955 espectadores Árbitro(s): Diego Haro | Asistencia: 21.955 espectadores Árbitro(s): Diego Haro |

| 16 de diciembre de 2015, 15:30 | FBC Melgar                                | 3:2 (2:1) | Sporting Cristal                 | Estadio Monumental UNSA, Arequipa                      |                                                        |
|                                | Zúñiga 20' · Fernández 44' · Cuesta 90+1' | Reporte   | Da Silva 12' · Blanco 71' (pen.) | Asistencia: 35.565 espectadores Árbitro(s): Luis Garay | Asistencia: 35.565 espectadores Árbitro(s): Luis Garay |

#### Ida
| 1          | POR        | Diego Penny        |     |
| 25         | DEF        | Paolo de La Haza   |     |
| 13         | DEF        | Renzo Revoredo     |     |
| 2          | DEF        | Alberto Rodríguez  |     |
| 15         | DEF        | Alexis Cossio      |     |
| 23         | MED        | Jorge Cazulo       |     |
| 21         | MED        | Josepmir Ballón    |     |
| 7          | MED        | Horacio Calcaterra | 81' |
| 10         | MED        | Renzo Sheput       | 73' |
| 30         | DEL        | Luiz da Silva      |     |
| 11         | DEL        | Irven Ávila        | 85' |
| Entrenador | Entrenador | Daniel Ahmed       |     |

| 21         | POR        | Daniel Ferreyra      |     |
| 24         | DEF        | Eduardo Uribe        |     |
| 2          | DEF        | John Galliquio       |     |
| 4          | DEF        | Lampros Kontogiannis |     |
| 5          | DEF        | Edgar Villamarín     |     |
| 20         | MED        | Minzum Quina         |     |
| 28         | MED        | Alexis Arias         | 75' |
| 6          | MED        | Rainer Torres        |     |
| 15         | MED        | Mario Palomino       | 65' |
| 10         | DEL        | Johnnier Montaño     | 54' |
| 9          | DEL        | Bernardo Cuesta      |     |
| Entrenador | Entrenador | Juan Reynoso         |     |

| 20 | DEL | Sergio Blanco    | 73' |
| 29 | DEF | Luis Abram       | 81' |
| 18 | DEL | Alexander Succar | 85' |

| 11 | DEL | Ysrael Zúñiga     | 54' |
| 26 | MED | Hernán Hinostroza | 65' |
| 30 | DEF | Jonathan Acasiete | 75' |

| Anotado · Gol en contra | 43' | Mario Palomino |
| Anotado                 | 52' | Renzo Sheput   |

| Anotado | 38' | Eduardo Uribe |
| Anotado | 87' | Minzum Quina  |

| Amonestado | 39' | Jorge Cazulo       |
| Amonestado | 76' | Horacio Calcaterra |

| Amonestado | 41' | Minzum Quina  |
| Amonestado | 73' | Ysrael Zúñiga |
| Amonestado | 82' | Rainer Torres |

| Árbitro             | Diego Haro   |
| Árbitros asistentes | Raúl López   |
| Árbitros asistentes | Jonny Bossio |
| Cuarto árbitro      | Joel Alarcón |

| 1          | POR        | Diego Penny        |     |
| 25         | DEF        | Paolo de La Haza   |     |
| 13         | DEF        | Renzo Revoredo     |     |
| 2          | DEF        | Alberto Rodríguez  |     |
| 15         | DEF        | Alexis Cossio      |     |
| 23         | MED        | Jorge Cazulo       |     |
| 21         | MED        | Josepmir Ballón    |     |
| 7          | MED        | Horacio Calcaterra | 81' |
| 10         | MED        | Renzo Sheput       | 73' |
| 30         | DEL        | Luiz da Silva      |     |
| 11         | DEL        | Irven Ávila        | 85' |
| Entrenador | Entrenador | Daniel Ahmed       |     |

| 21         | POR        | Daniel Ferreyra      |     |
| 24         | DEF        | Eduardo Uribe        |     |
| 2          | DEF        | John Galliquio       |     |
| 4          | DEF        | Lampros Kontogiannis |     |
| 5          | DEF        | Edgar Villamarín     |     |
| 20         | MED        | Minzum Quina         |     |
| 28         | MED        | Alexis Arias         | 75' |
| 6          | MED        | Rainer Torres        |     |
| 15         | MED        | Mario Palomino       | 65' |
| 10         | DEL        | Johnnier Montaño     | 54' |
| 9          | DEL        | Bernardo Cuesta      |     |
| Entrenador | Entrenador | Juan Reynoso         |     |

| 20 | DEL | Sergio Blanco    | 73' |
| 29 | DEF | Luis Abram       | 81' |
| 18 | DEL | Alexander Succar | 85' |

| 11 | DEL | Ysrael Zúñiga     | 54' |
| 26 | MED | Hernán Hinostroza | 65' |
| 30 | DEF | Jonathan Acasiete | 75' |

| Anotado · Gol en contra | 43' | Mario Palomino |
| Anotado                 | 52' | Renzo Sheput   |

| Anotado | 38' | Eduardo Uribe |
| Anotado | 87' | Minzum Quina  |

| Amonestado | 39' | Jorge Cazulo       |
| Amonestado | 76' | Horacio Calcaterra |

| Amonestado | 41' | Minzum Quina  |
| Amonestado | 73' | Ysrael Zúñiga |
| Amonestado | 82' | Rainer Torres |

| Árbitro             | Diego Haro   |
| Árbitros asistentes | Raúl López   |
| Árbitros asistentes | Jonny Bossio |
| Cuarto árbitro      | Joel Alarcón |

#### Vuelta
| 12         | POR        | Patricio Álvarez     |     |
| 30         | DEF        | Jonathan Acasiete    |     |
| 4          | DEF        | Lampros Kontogiannis |     |
| 5          | DEF        | Edgar Villamarín     |     |
| 20         | DEF        | Minzum Quina         |     |
| 28         | MED        | Alexis Arias         | 84' |
| 25         | MED        | Gustavo Torres       | 66' |
| 10         | MED        | Johnnier Montaño     |     |
| 9          | DEL        | Bernardo Cuesta      |     |
| 22         | DEL        | Omar Fernández       |     |
| 11         | DEL        | Ysrael Zúñiga        |     |
| Entrenador | Entrenador | Juan Reynoso         |     |

| 1          | POR        | Diego Penny        |     |
| 25         | DEF        | Paolo de La Haza   | 65' |
| 13         | DEF        | Renzo Revoredo     |     |
| 2          | DEF        | Alberto Rodríguez  |     |
| 15         | DEF        | Alexis Cossio      |     |
| 23         | MED        | Jorge Cazulo       |     |
| 21         | MED        | Josepmir Ballón    |     |
| 7          | MED        | Horacio Calcaterra |     |
| 10         | MED        | Renzo Sheput       | 53' |
| 11         | DEL        | Irven Ávila        |     |
| 30         | DEL        | Luiz da Silva      |     |
| Entrenador | Entrenador | Daniel Ahmed       |     |

| 6  | MED | Rainer Torres     | 66' |
| 26 | MED | Hernán Hinostroza | 84' |

| 20 | DEL | Sergio Blanco  | 53' |
| 26 | DEF | Edinson Chávez | 65' |

| Anotado | 22'   | Ysrael Zúñiga   |
| Anotado | 44'   | Omar Fernández  |
| Anotado | 90+1' | Bernardo Cuesta |

| Anotado | 16' | Luiz da Silva |
| Anotado | 71' | Sergio Blanco |

| Amonestado | 40' | Ysrael Zúñiga |

| Amonestado | 45+1' | Renzo Sheput       |
| Amonestado | 55'   | Renzo Revoredo     |
| Amonestado | 61'   | Horacio Calcaterra |
| Amonestado | 81'   | Sergio Blanco      |

| Árbitro             | Luis Garay      |
| Árbitros asistentes | Coty Carrera    |
| Árbitros asistentes | Michael Orué    |
| Cuarto árbitro      | Renzo Castañeda |

| 12         | POR        | Patricio Álvarez     |     |
| 30         | DEF        | Jonathan Acasiete    |     |
| 4          | DEF        | Lampros Kontogiannis |     |
| 5          | DEF        | Edgar Villamarín     |     |
| 20         | DEF        | Minzum Quina         |     |
| 28         | MED        | Alexis Arias         | 84' |
| 25         | MED        | Gustavo Torres       | 66' |
| 10         | MED        | Johnnier Montaño     |     |
| 9          | DEL        | Bernardo Cuesta      |     |
| 22         | DEL        | Omar Fernández       |     |
| 11         | DEL        | Ysrael Zúñiga        |     |
| Entrenador | Entrenador | Juan Reynoso         |     |

| 1          | POR        | Diego Penny        |     |
| 25         | DEF        | Paolo de La Haza   | 65' |
| 13         | DEF        | Renzo Revoredo     |     |
| 2          | DEF        | Alberto Rodríguez  |     |
| 15         | DEF        | Alexis Cossio      |     |
| 23         | MED        | Jorge Cazulo       |     |
| 21         | MED        | Josepmir Ballón    |     |
| 7          | MED        | Horacio Calcaterra |     |
| 10         | MED        | Renzo Sheput       | 53' |
| 11         | DEL        | Irven Ávila        |     |
| 30         | DEL        | Luiz da Silva      |     |
| Entrenador | Entrenador | Daniel Ahmed       |     |

| 6  | MED | Rainer Torres     | 66' |
| 26 | MED | Hernán Hinostroza | 84' |

| 20 | DEL | Sergio Blanco  | 53' |
| 26 | DEF | Edinson Chávez | 65' |

| Anotado | 22'   | Ysrael Zúñiga   |
| Anotado | 44'   | Omar Fernández  |
| Anotado | 90+1' | Bernardo Cuesta |

| Anotado | 16' | Luiz da Silva |
| Anotado | 71' | Sergio Blanco |

| Amonestado | 40' | Ysrael Zúñiga |

| Amonestado | 45+1' | Renzo Sheput       |
| Amonestado | 55'   | Renzo Revoredo     |
| Amonestado | 61'   | Horacio Calcaterra |
| Amonestado | 81'   | Sergio Blanco      |

| Árbitro             | Luis Garay      |
| Árbitros asistentes | Coty Carrera    |
| Árbitros asistentes | Michael Orué    |
| Cuarto árbitro      | Renzo Castañeda |

|                                        |
|                                        |
| Campeón Nacional FBC Melgar 2.º título |

## Goleadores
| Pos.                                          | Jugador             | Equipo                   | Goles |
| --------------------------------------------- | ------------------- | ------------------------ | ----- |
| 1º.                                           | Lionard Pajoy       | Unión Comercio           | 24    |
| 2º.                                           | Antonio Meza-Cuadra | Sport Huancayo           | 23    |
| 3º.                                           | Carlos Orejuela     | Cienciano                | 19    |
| 3º.                                           | Victor Rossel       | UTC                      | 19    |
| 3º.                                           | Ysrael Zúñiga       | FBC Melgar               | 19    |
| 4º.                                           | Luis Tejada         | Juan Aurich              | 18    |
| 5º.                                           | Raúl Ruidíaz        | Universitario FBC Melgar | 17    |
| 5º.                                           | Omar Fernández      | FBC Melgar               | 17    |
| 6º.                                           | Danilo Carando      | Real Garcilaso           | 15    |
| 6º.                                           | Roberto Jiménez     | Alianza Atlético         | 15    |
| 6º.                                           | Maximiliano Velasco | San Martín               | 15    |
| 7º.                                           | Gabriel Costa       | Alianza Lima             | 14    |
| 8º.                                           | Carlos Lobatón      | Sporting Cristal         | 13    |
| 8º.                                           | Anderson Santamaría | León de Huánuco          | 13    |
| 10º.                                          | Bernardo Cuesta     | FBC Melgar               | 12    |
| Última actualización: 16 de diciembre de 2015 |                     |                          |       |

Fuente: ADFP